# Жлобин (футбольный клуб)
«Жлобин» —  белорусский футбольный клуб из одноименного города, основанный в 2003 году. Выступает во Второй лиге.

## История
В 1994-1996 годах клуб из Жлобина под названием «Энергия» играл в Третьей лиге Беларуси.
В 2003 году был основан клуб «Коммунальник», который с тех пор играл во Второй лиге Беларуси. В 2006-2007 годах клуб выступал довольно успешно, был одним из кандидатов на повышение, а в 2007 году дошёл до 1/8 финала Кубка Беларуси.
Но из-за финансовых трудностей в начале 2008 года клуб отказался продолжать выступление в Кубке. В 2008 году вместо расформированного «Коммунальника» был создан «Жлобин», который стал аутсайдером Второй лиги. В сезоне-2013 команда выступила довольно успешно, заняв итоговое 4-е место.

### 2014
Сезон-2014 команда начала успешно, быстро захватив лидерство в группе А. Позже «Жлобин» уступил первую строчку в своей группе «Орше», но продолжал уверенно удерживать второе место. Успех «Жлобина» во многом был связан с прекрасными бомбардирскими показателями нападающего Амина Кургхели, который забил за сезон 38 мячей. В июле 2014 в рамках подготовки команды к Первой лиге была принята новая эмблема клуба .
Выйдя в финальный этап со второго места в своей группе, «Жлобин» прекратил свою успешную серию. В 8 матчах финального этапа клуб не одержал ни одной победы и в итоге опустился на шестую строчку.

### 2015
В начале сезона-2015 клуб из-за финансовых трудностей покинуло значительное количество игроков, а лучший бомбардир Амин Кургхели перешёл на работу арбитром. Как результат, клуб выдал провальный старт, быстро оказавшись в конце таблицы.
Летом пост главного тренера команды занял ветеран клуба Михаил Тороп, и в скором времени команда стала одерживать победы. До самого последнего тура первого этапа «Жлобин» сохранял шансы на выход в финальный этап, но в итоге занял 6-е место в группе. На выездной стыковой матч против «Колоса» команда не поехала, а в домашнем уступила 2:3, таким образом, оставшись на 12-й итоговой строчке в чемпионате.

### 2016
В начале 2016 года «Жлобин» из-за финансовых проблем решил отказаться от участия во Второй лиге, о чём окончательно стало известно в апреле 2016. В итоге клуб прекратил существование.

## Названия
- 1994—1996 — «Энергия».
- 2003—2007 — «Коммунальник».
- 2008—2016 — «Жлобин».

## Достижения
- 4-е место во Второй лиге (2006, 2007, 2013).

## Статистика выступлений
| Сезон   | Лига                 | М  | И   | В  | Н | П  | Голы  | Очки | Кубок       | Примечания                |
| ------- | -------------------- | -- | --- | -- | - | -- | ----- | ---- | ----------- | ------------------------- |
| 1994/95 | Третья - Б (Д3)      | 4  | 22  | 13 | 3 | 6  | 45–32 | 29   |             |                           |
| 1995    | Третья - Б (Д3)      | 5  | 12  | 6  | 1 | 5  | 19–14 | 19   |             |                           |
| 1996    | Третья - Б (Д3)      | 11 | 26  | 8  | 3 | 15 | 34–45 | 27   |             |                           |
|         |                      |    |     |    |   |    |       |      |             |                           |
| 2003    | Вторая (Д3)          | 6  | 22  | 9  | 4 | 9  | 26–18 | 31   | 1/32 финала |                           |
| 2004    | Вторая (Д3)          | 7  | 24  | 12 | 4 | 8  | 34–22 | 40   | 1/32 финала |                           |
| 2005    | Вторая (Д3)          | 8  | 26  | 9  | 8 | 9  | 31–32 | 35   | 1/32 финала |                           |
| 2006    | Вторая (Д3)          | 4  | 32  | 23 | 5 | 4  | 79–21 | 74   | 1/16 финала |                           |
| 2007    | Вторая (Д3)          | 4  | 30  | 18 | 8 | 4  | 67–26 | 62   | 1/8 финала  |                           |
| 2008    | Вторая (Д3)          | 15 | 30  | 5  | 8 | 17 | 26–57 | 23   | 1/32 финала |                           |
| 2009    | Вторая (Д3)          | 10 | 26  | 7  | 6 | 13 | 28–43 | 27   | 1/16 финала |                           |
| 2010    | Вторая (Д3)          | 14 | 34  | 10 | 4 | 20 | 48–74 | 34   | 1/32 финала |                           |
| 2011    | Вторая (Д3)          | 13 | 30  | 7  | 3 | 20 | 38-74 | 24   | 1/32 финала |                           |
| 2012    | Вторая (Д3)          | 10 | 36  | 16 | 3 | 17 | 53-66 | 51   | 1/16 финала |                           |
| 2013    | Вторая (Д3)          | 4  | 24  | 13 | 2 | 9  | 47-48 | 41   | 1/16 финала |                           |
| 2014    | Вторая — А (Д3)      | 2  | 22  | 17 | 3 | 2  | 76–18 | 54   | 1/32 финала | Выход в финальный этап    |
| 2014    | Финальный этап       | 6  | 141 | 4  | 3 | 7  | 19–26 | 15   | 1/32 финала |                           |
| 2015    | Вторая — А (Д3)      | 6  | 18  | 9  | 1 | 8  | 35–37 | 28   | 1/32 финала |                           |
| 2015    | Матчи за 13-е место2 | 12 | 2   | 0  | 0 | 2  | 2–6   |      | 1/32 финала | Прекращение существования |

- 1 Включая 6 матчей, перенесённых из Первого раунда. Результаты в финальном этапе: 8 матчей, +0=2—6, разница мячей 5—18.
- 2 Стыковые матчи против «Колоса», который занял 6-е место в группе Б (0:3 — техн., 2:3).